# Medvezsij
Medvezsij (más néven Medvés, ukránul: Медвежий [Medvezsi]) falu Ukrajnában, Kárpátalján, a Huszti járásban.

## Fekvése
Huszttól északkeletre, Herincse mellett fekvő település.

## Nevének eredete
A Medvezsi Medvezsij helységnév ruszin víznévi eredetű (1864: Медведзи звиръ). A pataknév alapja a ruszin-ukrán медвéжий ’medvés-’ melléknév, jelentése ’Medvés patak’. Pesti Frigyes leírása szerint: „Medvezsi a benne található medvéktől neveződött el, mert részint medve-barlangok találtattak benne, részint a biknek bö termése miatt egész a tél beálltáig itt tanyáztak a medvék” .

## Története
Medvezsi nevét 1828-ban Medvedse néven említették először. Későbbi névváltozatai: 1896-ban Medvedzi (ComMarmUg. 87), 1910-ben Medvedzi, 1912-ben Medvés (Medvezsi), Medvezsyj patak, Медвéжий потiк, 1930-ban Medveží, 1941-ben Medvezsa (hnt.), 1983-ban Медвежий.
A falu Herincse külterületi lakott helye volt, 2020-ig közigazgatásilag is hozzá tartozott.